# Cebu
Cebu (Cebuano: Sugbo) er en ø i Filippinerne i Visayas-regionen. Cebu er også en provins, hvor provinshovedstaden er Cebu City. Cebu er en af Filippinernes mest udviklede provinser. Knap en kilometer fra den større ø Cebu, ligger øen Mactan, som er kendt for at have været det sted, hvor Ferdinand Magellan faldt i kamp mod den filippinske datu Lapu-Lapu.

## Historie
Under Spansk Ostindiens første besættelse af landet i ca. 1562 til 1578,[kilde mangler] flyttede landets hovedstad, dav. Cebu til Manila (tidl Maynilad) efter erobringen.